# Chyżoskoczek
Chyżoskoczek (Stylodipus) – rodzaj ssaków z podrodziny skoczków (Dipodinae) w obrębie rodziny skoczkowatych (Dipodidae).

## Zasięg występowania
Rodzaj obejmuje gatunki występujące w zachodniej i środkowej Azji.

## Morfologia
Długość ciała (bez ogona) 110–135 mm, długość ogona 130–170 mm, długość ucha 15–20 mm, długość tylnej stopy 46–58 mm; masa ciała 45–95 g.

## Systematyka
Rodzaj zdefiniował w 1925 roku amerykański zoolog Glover Morrill Allen na łamach American Museum Novitates. Na gatunek typowy Allen wyznaczył (oryginalne oznaczenie) chyżoskoczka mongolskiego (S. andrewsi). Nazwa Halticus którą ukuł w 1844 roku niemiecki zoolog Johann Friedrich von Brandt okazała się zajęta przez rodzaj pluskwiaków opisany w 1832 roku.

### Etymologia
- Halticus: gr. ἁλτικος haltikos ‘skoczny’[8]. Gatunek typowy: Dipus halticus Brandt, 1844 (= Dipus telum H. Lichtenstein, 1823).
- Stylodipus: gr. στυλοςἁ stulos ‘podpora, kolumna’[9]; rodzaj Dipus A.E.W. Zimmermann, 1780 (skoczek)[1].

### Podział systematyczny
Do rodzaju należą następujące występujące współcześnie gatunki:
- Stylodipus andrewsi G.M. Allen, 1925 – chyżoskoczek mongolski
- Stylodipus telum H. Lichtenstein, 1823 – chyżoskoczek gruboogonowy
- Stylodipus birulae (Vinogradov, 1937)
- Stylodipus sungorus Sokolov & Shenbrot, 1987 – chyżoskoczek stepowy

Opisano również gatunki wymarłe z pliocenu Mongolii:
- Stylodipus iderensis Zazhigin & Lopatin, 2001[11]
- Stylodipus perfectus Zazhigin & Lopatin, 2001[11]